# Ropica kenyensis
Ropica kenyensis là một loài bọ cánh cứng trong họ Cerambycidae.